# カロー
カロー（Kalaw）　は、ミャンマー東部シャン州のタウンジー区にある町である。標高が高いため涼しく、イギリス植民地時代に避暑地として人気が出た。現在は、周辺地区へのトレッキングやハイキングの拠点として、欧米からの旅行者を中心に人気が増加傾向である。